# Medea (opera, Cherubini)

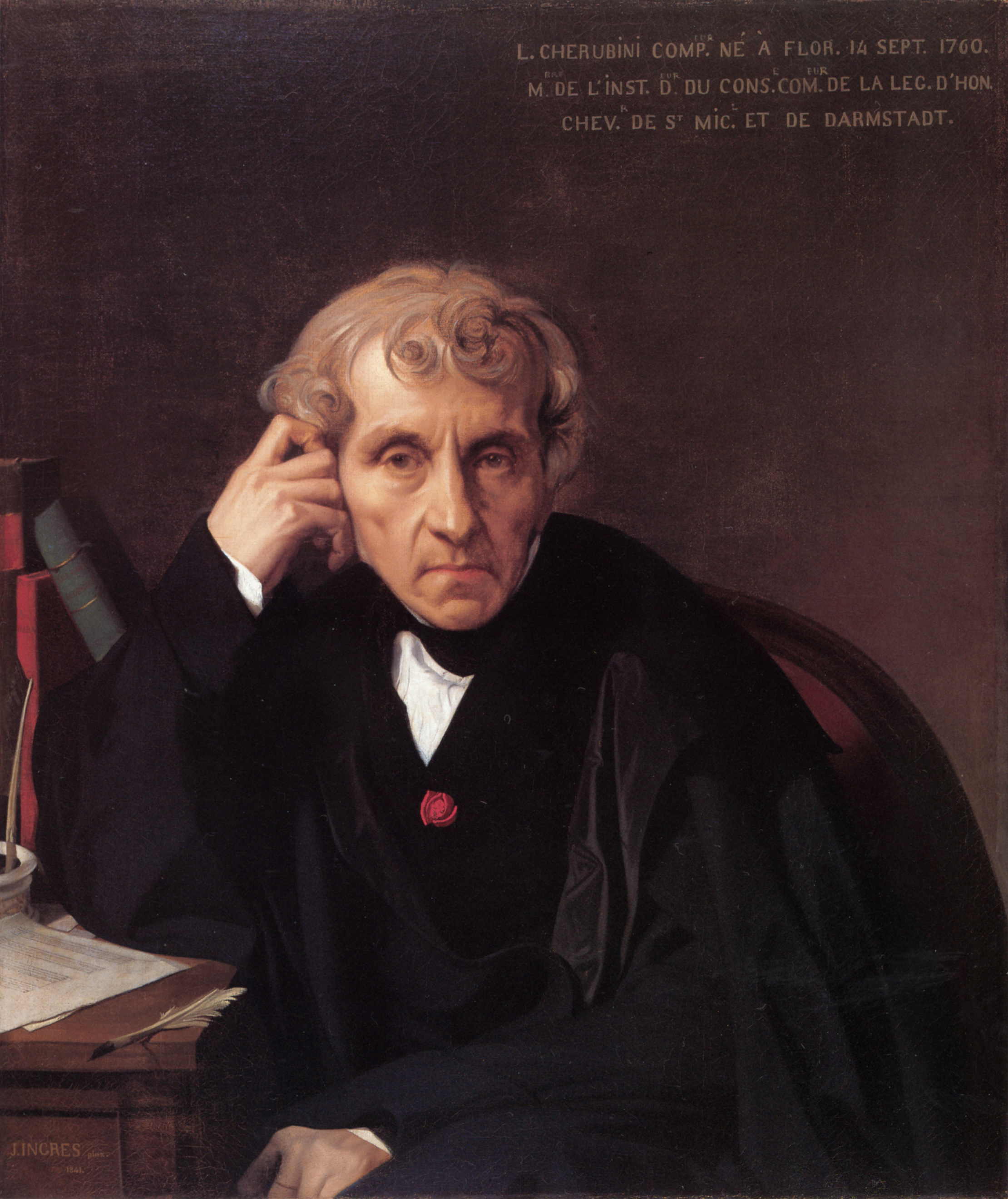
Luigi Cherubini

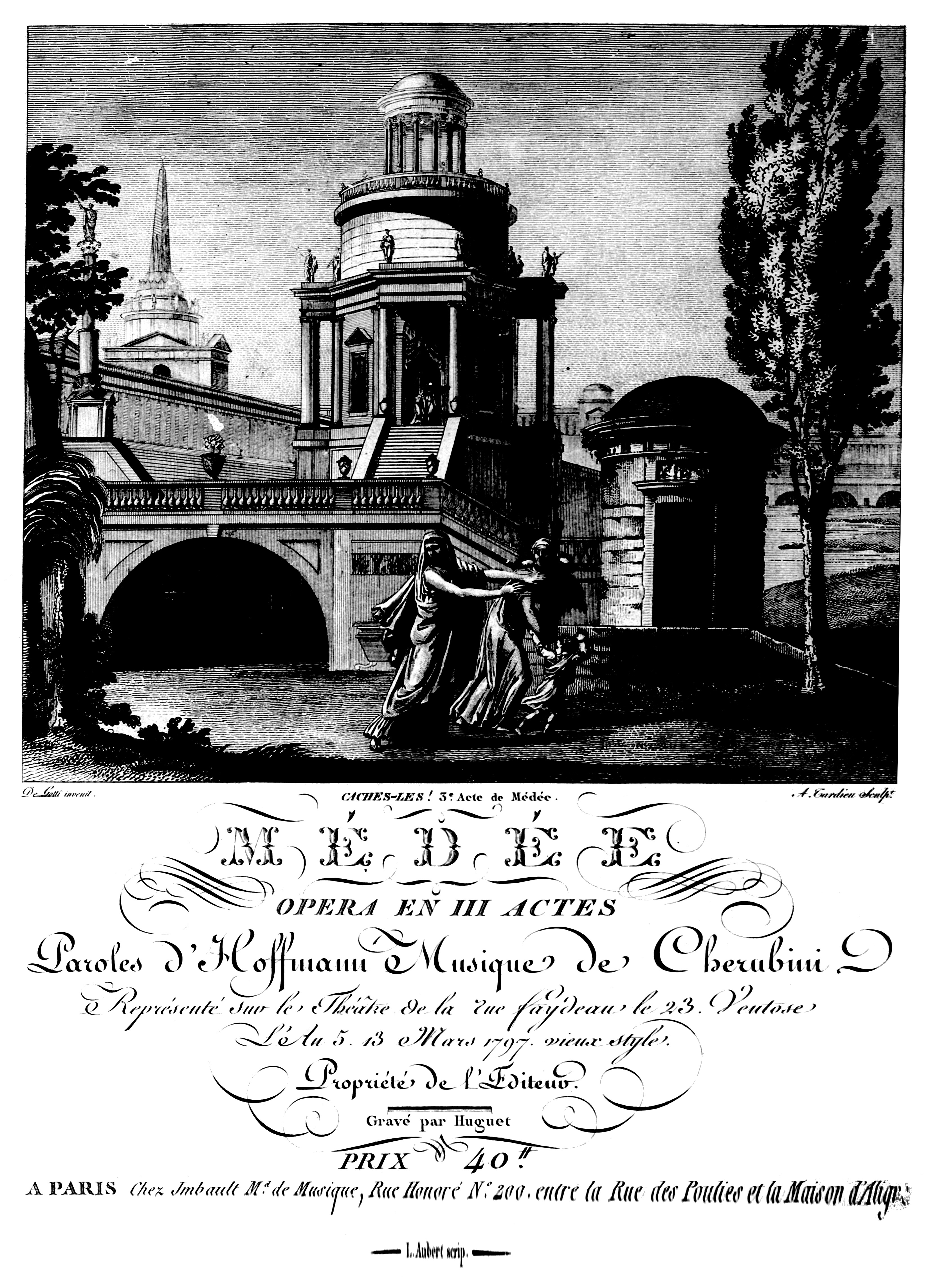
Titelblad till noterna från 1797.

Medea (franska: Médée) är en opera i tre akter med musik av Luigi Cherubini. Libretto av François-Benoît Hoffmann (Nicolas Étienne Framéry) bygger på Euripides' tragedi Medea och Pierre Corneilles drama Médée.

## Historia
I Europa uppstod under 1700-talets sista årtionde ett nytt slags klassicism inom konsten som gav uttryck för den politiska restaurationen, återupprättande av l'ancien régime efter den franska revolutionen. Cherubini var en av den här klassicismens mästare. Han ansågs länge ha förhärligat restaurationen. Men han förespråkade i högre grad de etiska grundsatser som han ansåg vara hotade av revolutionsterrorn och av proklamation av den godtyckliga egoismen. Paradoxalt nog skrevs librettot till Cherubinis opera av samme François-Benoît Hoffman som hade skrivit flera texter till Méhul, stjärnan bland de franska operatonsättarna under revolutionen. Medea grundlade Cherubinis ryktbarhet och han utformade sin monumentalopera i Opéra comique-stil med talad dialog, men skapade större sammanhängande enheter på det musikaliska planet. Förebilden var här Gluck och målet var att återberätta Medeatragedin på ett musikaliskt stringent sätt. Som centralgestalt befinner sig Medea nästan oavbrutet på scenen och alla hennes känslomässiga stadier, från den högsta lycka till rasande hat, framställs med hjälp av subtila, nästan symfoniska tekniker. Det handlar om monumentala känslor och om personernas utlevande av dem.
Operan hade urpremiär på Théâtre Feydeau i Paris den 13 mars 1797. Den fick ett ljumt mottagande. Under de drygt första hundra åren utkom inte mindre än fem olika versioner av operan. Fram till 1900-talets slut uppfördes den vanligen på italienska, där den talade dialogen ersatts av recitativ. Sedan 1984 har det blivit vanligast med uppsättningar av den franska originalversionen. Den svenska premiären ägde rum på Stockholmsoperan den 14 april 1984.

### Medea på operascenen
Fram till 1900-talet hade de tidigare Medeaoperorna, trots talrika återupplivningsförsök av Cherubinis Medea, långsamt fallit i glömska. Det kan ha berott på att de musikdramatiker som skattades högst under 1800-talet (Gluck, Mozart, Weber, Meyerbeer, Verdi och Wagner) aldrig skrev någon Medeaopera. Runt sekelskiftet 1900 dök hotfulla kvinnogestalter upp på operascenen, till exempel Salome och Elektra av Richard Strauss men Medea återupplivades inte. Eftervärlden tvingades vänta på Cherubinis Medea ända fram till dess Maria Callas sjöng rollen 1953 med vilken hon fick sitt internationella genombrott. Vid uppsättningen på La Scala i Milano stod Leonard Bernstein för den musikaliska ledningen. Men trots lysande skivinspelningar har operan inte heller under 1900-talet funnit en fast plats i den internationella operarepertoaren, vilket dock inte fråntar verket dess historiska intresse.
Charpentiers Medea fick operapubliken vänta på ända tills den franska barockrepertoaren återupptäcktes av musiker som var intresserade av gamla tiders uppförandepraxis (William Christie och hans ensemble Les Arts Florissants 1985). Hit hör också en tredje Medeaopera, där titelhjältinnan heter Norma. Vincenzo Bellinis Norma är en variant på samma tema (och är för övrigt också en opera som hör till bel cantoepoken, även om den tillkom mot stilepokens slut). Medan Medea hos Charpentier och Cherubini till sist utlämnar sig åt de onda krafterna och står i centrum för dramat, även om titelrollens handlande skiljer sig åt i de båda operorna, besegrar Norma i sista ögonblicket sitt hämndbegär, skonar barnen och bestiger bålet tillsammans med den otrogne älskaren. Hos Bellini övervinner den romantiska känslan den av antiken påverkade ödesbestämningen.

## Personer
- Medea (sopran)
- Jason, argonauternas anförare (tenor)
- Kreon, kung av Korinth (basstämma)
- Kreusa, hans dotter (sopran)
- Neris, Medeas kammarjungfru (mezzosopran)

## Handling
Medea har av kärlek hjälpt Jason att stjäla det gyllene skinnet från hennes hemland Kolchis. Hon har flytt tillsammans med Jason och fött honom två barn. De har funnit en tillflykt i Korinth och har där levat lyckliga tills Jason nu förskjuter Medea för att äkta den korinthiska kungadottern Kreusa.
Akt I
På morgonen för bröllopet drabbas Kreusa av fruktan för Medeas hämnd. För att lugna henne skänker Jason sin brud det gyllene skinnet, som tecken på att han är fri från sin gamla förbindelse. Kreon bönfaller gudarna om att skydda det unga paret. Då begär en beslöjad kvinna att bli mottagen. Det är Medea. Hon ber Jason minnas deras forna lycka tillsammans men förgäves. Han stöter bort henne och Medea svär att hämnas.
Akt II
Medea vägrar överlämna sina barn till Jason och Kreusa. Hennes försök att föra bort dem omintetgörs av palatsvakten. Folket fruktar den främmande kvinnan och hotar Medea med döden. Hon bönfaller Jason om att få stanna i Korinth under en dag. Därefter skall hon ensam lämna staden. Den diplomatiskt skicklige Néris föreslår en kompromiss: Medea får tillbringa en sista natt tillsammans med sina barn. Men istället sätter Medea en del av sina hämndplaner i verket och sänder Kreusa en dödsbringande slöja till bröllopet.
Akt III
Néris har fört barnen till templet. Medea slits mellan moderskärleken och hämndbegäret. Då hörs Kreusas dödsskri, den förtrollade slöjan har verkat. Överväldigad av sinnesrörelse störtar hon in i templet, sticker ner barnen och visar sig med den blodiga kniven för det förskräckta folket. Därefter förbannar hon Jason och äntrar en vagn dragen av eldsprutande drakar. Efter att ha satt eld på templet kör hon in i lågorna och omkommer.